# Brandi Rhodes
Brandi Rhodes, pseudonimo di Brandi Alexis Reed (Detroit, 23 giugno 1983), è una manager e annunciatrice statunitense sotto contratto con la WWE.

## Carriera
Ha iniziato la sua carriera da wrestler in alcune federazioni del circuito indipendente intorno al 2005 e dopo essersi infortunata nel 2010 decise di porre fine alla sua carriera.
Dopo aver lavorato come modella per alcune riviste riprese la carriera nella WWE con il nome Eden Stiles come annunciatrice di NXT per poi essere promossa a Main Event.
Nel 2014 a seguito del rilascio di Justin Roberts e lo spostamento di Lilián García a Raw passa a SmackDown e oltre che annunciatrice svolge anche il ruolo di intervistatrice nel backstage.
Nel settembre del 2016 viene annunciata la firma del contratto e a Bound for Glory debutta fianco del marito Cody Rhodes attaccando Maria Kanellis e Mike Bennett (anch'essi marito e moglie), incominciando una faida tra le due coppie che culmina nell'episodio di Impact del 28 ottobre dove si affrontano in un intergender tag team match.
Nel febbraio del 2017 sconfigge Crazzy Steve e Rosemary in un mixed tag team match che combatte al fianco di Moose. Il 6 aprile 2017 partecipa ad un gauntlet match per diventare la contendente numero uno al titolo Knockouts che però viene vinto da ODB. A fine 2017 lascia la compagnia insieme al marito.
Ha fatto il suo debutto per la Ring of Honor (ROH) alle registrazioni del 29 luglio 2017 combattendo insieme a Sumie Sakai contro Jenny Rose e Mandy Leon. Era precedentemente apparsa il 2 dicembre 2016 a Final Battle per introdurre il marito Cody Rhodes per il suo incontro con Jay Lethal.
Nel 2019, Brandi Rhodes diventa Chief Brand Officer della All Elite Wrestling, una nuova compagnia co-fondata da suo marito.
Il 25 maggio 2019 Brandi Rhodes debutta nella All Elite Wrestling annunciando a sorpresa il debutto di Awesome Kong durante un Triple threat match a Double or Nothing rendendolo un Fatal 4-way match, che includeva anche Britt Baker, Kylie Rae e Nyla Rose, dove si impone la Baker, stabilendosi quindi come heel. All'evento Fight for the Fallen del 13 luglio, Rhodes debutta sul ring sconfiggendo Allie grazie alle interferenze di Kong. Partecipa poi alla Casino Battle Royale di All Out e viene eliminata da Baker e Allie. Nei mesi successivi, i Nightmare Collective guadagnano due nuovi membri: Mel e Luther. A Bash at the Beach, Mel e Kong avrebbero dovuto affrontare Kris Statlander e Hikaru Shida, tuttavia Kong non può combattere per problemi di salute e viene sostituita dalla Rhodes. Mel e Rhodes vengono sconfitte. I Nightmare Collective non vengono accolti favorevolmente dai fan e in febbraio, Rhodes abbandona il gruppo.
Nelle settimane successive, accompagna il marito Cody durante i suoi match. Inoltre forma anche un tag team chiamato The Nightmare Sisters con Allie. Il 18 novembre 2020 a Dynamite, Jade Cargill attacca Brandi nel backstage, imprigionandole il braccio in una sedia d'acciaio. Il 9 dicembre 2020 a Dynamite, Brandi litiga con Shaquille O'Neal durante la sua intervista con Tony Schiavone, e gli getta un bicchiere d'acqua sul viso.
Il 15 febbraio 2022 insieme al marito lascia la federazione per poi tornare, insieme a quest'ultimo, in WWE 

## Vita privata

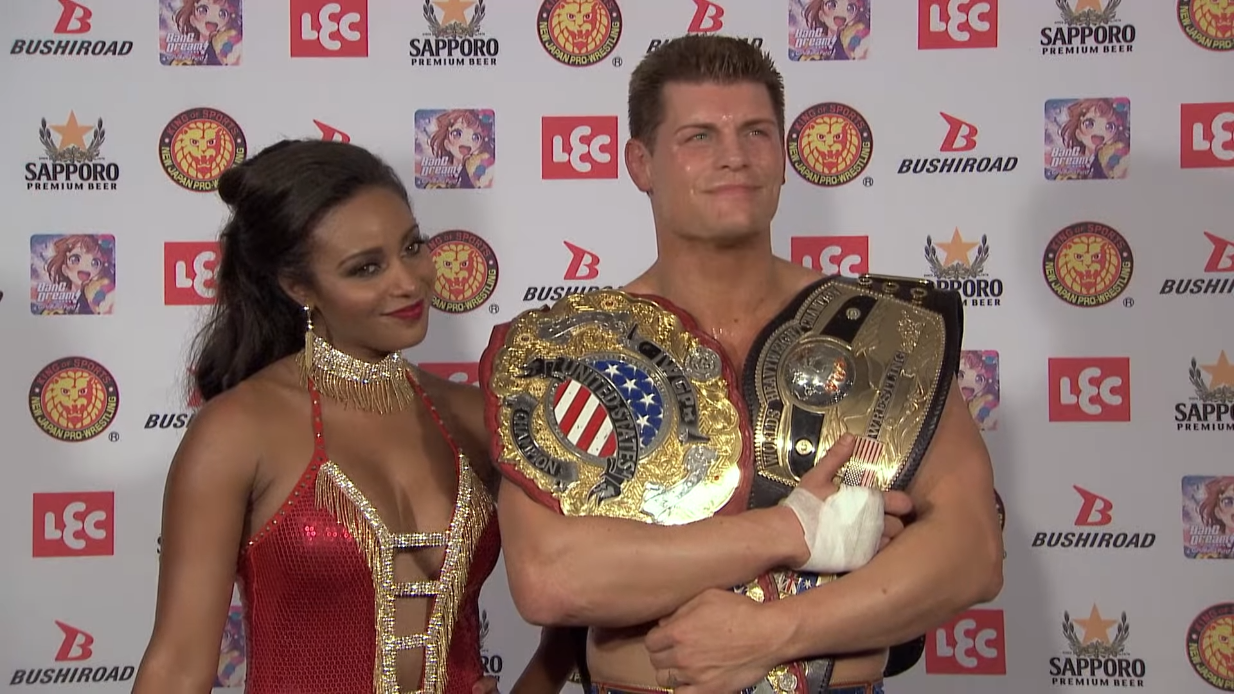
Brandi con il marito Cody Rhodes nel 2018

Brandi Reed è sposata dal 2013 con Cody Rhodes, da cui nel 2021 ha avuto una figlia.

## Titoli e riconoscimenti
- Dramatic Dream Team
  - DDT Ironman Heavymetalweight Championship (1)
- Pro Wrestling Illustrated
  - 50ª tra le 100 migliori wrestler femminili nella PWI Women's 100 (2019)